# Squalus rancureli
Squalus rancureli är en hajart som beskrevs av Pierre Fourmanoir och Rivaton 1979. Squalus rancureli ingår i släktet Squalus och familjen pigghajar. IUCN kategoriserar arten globalt som nära hotad. Inga underarter finns listade i Catalogue of Life.